# Zababa
Zababa (sumersko 𒀭𒍝𒂷𒂷 dza-ba4-ba4), včasih tudi Zamama, je bil bog vojne in zaščitnik mesta Kiš v starodavni Mezopotamiji.
Povezan je z bogom Ninurto. Ob Ninurtovem simbolu je pogosto upodobljen tudi Zababov simbol – palica z orlovo glavo. Kot njegova žena sta opisani boginji Inana in Baba. Njegovo svetišče je bil verjetno E-meteursag.
Po Zababi se je imenovalo več starodavnih mezopotamskih kraljev, med njimi Ur-Zababa Kiški, zgodnji pokrovitelj Sargona Akadskega (okoli 2300 pr. n. št.), in  Zababa-šuma-iddin, babilonski kasitski kralj iz 12. stoletja pr. n. št. Hetiti so ime Zababa uporabljali za različne bogove vojne. Ime so pisali po akadskih slovničnih pravilih. Mednje so spadali hatski bog Vurunkate, hetitski in luvijski Hašamili, Ljari in Zapana in huritski Aštabi, Hešui in Nubadig.